# Jane Darling

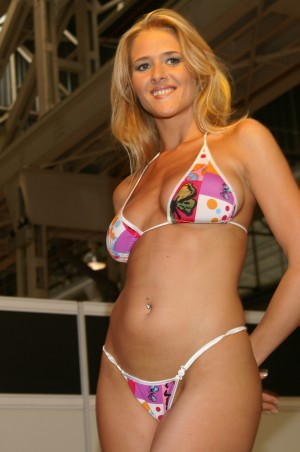
Jane Darling (2006)

Jane Darling (bürgerlich Jana Uhrová, * 26. September 1980 in Klášterec nad Ohří) ist eine ehemalige tschechische Pornodarstellerin und Schauspielerin.

## Karriere
Uhrová begann im Jahr 2001 ihre Karriere und wirkte im Lauf ihrer Karriere bis 2008 in etwa 250 Filmen mit.
Sie trat unter verschiedenen Künstlernamen auf, darunter neben Jane Darling auch Jan Durlink, Jane Dulkirnm, Jane Durlink, Sandy Taylor, Jana Red, Jana Darling und Jane Durlmak.
Für den AVN Award war sie dreimal nominiert, für den FICEB Award einmal.
Der Film The Private Life of Jane Darling aus dem Jahr 2004 trägt ihren Künstlernamen. Für das Porno-Unternehmen Private wirkte sie in über 30 Filmen mit. Sie drehte unter anderen mit Lexington Steele in den Filmen Lex on Blondes 2 und Pole Position: Lex POV 10.
Am 30. Juli 2004 wurde sie mit vier anderen Pornodarstellerinnen in Mexiko verhaftet, weil sie ihrem Beruf mit einem Touristen-Visum nachging.
2005 war sie in der Rolle der Anaïs im französischen TV-Film Surprise Party zu sehen.

## Filmografie (Auswahl)

### Pornofilme
- 2003: Rocco: Animal Trainer 11
- 2004: The Private Life of Jane Darling
- 2004: Fishnets 1
- 2004: Big Natural Breasts 2
- 2006: Prime Cups 1
- 2006: Die Witwe der Camorra
- 2007: Lex on Blondes 2
- 2007: French Connexion

### Filme
- 2005: Surprise Party

## Auszeichnungen & Nominierungen
- 2005: AVN-Award-Nominierung – Female Foreign Performer of the Year
- 2005: AVN-Award-Nominierung – Best Sex Scene in a Foreign-Shot Production – Internal Combustion 5 (with Chris Charming)
- 2005: FICEB-Award-Ninfa-Nominierung – Best Supporting Actress – House of Shame
- 2007: AVN-Award-Nominierung – Female Foreign Performer of the Year